# إغناسيو إسبارزا
إغناسيو إسبارزا (بالإسبانية: Ignacio Esparza)‏ مواليد 4 يونيو 1977 في غوادالاخارا، هو ملاكم محترف مكسيكي يصنف ضمن فئة الوزن الثقيل.

## المسيرة الاحترافية
من نزالاته:
- خسر أمام دينيس ليبيديف بالضربة القاضية (2010/02/22).
- انتصر على داميان نوريس (2004/09/24).

## إحصائيات
خاض خلال مسيرته 19 نزالا، فاز في 17 ولم يتعادل وخسر في 2. فاز بالضربة القاضية في 13 نزالا.

## روابط خارجية
- إغناسيو إسبارزا على موقع بوكس ريك (الإنجليزية) (registration required)